# Mimics
 (septembre 2020).
Si vous disposez d'ouvrages ou d'articles de référence ou si vous connaissez des sites web de qualité traitant du thème abordé ici, merci de compléter l'article en donnant les références utiles à sa vérifiabilité et en les liant à la section « Notes et références ».
Mimics (Materialise Interactive Medical Image Control System) est un logiciel de traitement d'image 3D ainsi que de conception et de modélisation, développé par Materialise NV, une société belge spécialisée dans les logiciels de fabrication additive et des technologies pour les soins médicaux, dentaires et les industries d'imprimeries 3D. Mimics transforme des piles d'images 2D (e.g.: fichiers DICOM) en modèle 3D. Ces modèles 3D peuvent ensuite être utilisés pour une variété d'applications d'ingénierie. Mimics est disponible commercialement à l'intérieur de la suite logiciel Materialise Mimics Innovation Suite, qui contient également 3-matic. 

## Processus
Mimics calcule la surface de modèles 3D à partir de piles de données d'image telles que la Tomodensitométrie (CT), Micro-Tomodensitométrie, Imagerie par Résonance Magnétique (IRM), la Microscopie Confocale, les rayons X et les Ultrasons, grâce à la segmentation d'image. Les fichiers 3D sont représentés dans le format STL.
Le format d'entrée le plus courant est le format DICOM, mais d'autres formats d'image tels que: TIFF, JPEG, BMP et Raw sont également pris en charge. 
Les formats de fichiers de sortie diffèrent, en fonction de leur application ultérieure: les formats de sortie 3D courants comprennent STL, VRML, PLY et DXF. Les fichiers 3D peuvent également être optimisée pour MÉF ou des MFN et peut donc être exportés vers Abaqus en format INP, vers Ansys en format INP, CDB et MSH, vers Nastran en NAS et BDF, et vers Comsol en format MPHTXT. Pour continuer avec la conception assistée par Ordinateur, les fichiers peuvent être exportés dans un fichier IGES ou en nuage de points.
Mimics a été adopté par les ingénieurs biomédicaux et les fabricants de périphériques pour la R&D dans diverses industries médicales:
- Cardiovasculaire
- Craniomaxillofaciale
- Orthopédique
- Pneumologie.

Ces industries utilisent des modèles 3D personnalisées aux patients pour améliorer leurs implants et appareils ou pour obtenir une meilleure compréhension des processus biomécaniques.